# Arenaria cretica
Arenaria cretica är en nejlikväxtart som beskrevs av Sprengel. Arenaria cretica ingår i släktet narvar, och familjen nejlikväxter. Inga underarter finns listade i Catalogue of Life.